# 矢也晶久
矢也 晶久（やなり あきひさ）は、日本の漫画家。代表作にOVA化された『タトゥーン★マスター』などがある。

## 作品リスト
- SETSUNA（1989年 - 1990年、ベアーズクラブ、集英社、全1巻）
- Chinします?（1990年 - 1991年、ベアーズクラブ、全2巻）
- 裸の青（1993年、週刊ヤングジャンプ、集英社、全1巻）
- カミラTRIANGLE 傑作短編集（1994年、集英社、全1巻）
- タトゥーン★マスター（1993年 - 1997年、ベアーズクラブ・週刊ヤングジャンプ・ウルトラジャンプ、集英社、全3巻）1996年にOVA化。
- フェアプレイス（1997年 - 1998年、週刊ヤングジャンプ、全4巻）
- ブギーキャットNAVI（2000年 - 2001年、月刊少年ジャンプ、集英社、全2巻）
- ワカムラサキ（原作：桐籐さない、2001年、漫革、集英社）
- なんだかコワレ丸（2001年 - 2004年、月刊少年ジャンプ、全6巻）
- ZOO（原作：乙一、2006年、漫革、全1巻）
- 21-G 矢也晶久短編集（2007年、集英社、全1巻）
- ひぐらしのなく頃にコミックアラカルト 女誑し編（2007年、角川書店）
- TATTOON MASTER 2（2008年、MiChao!、講談社）

| スタブアイコン | サブスタブ | この項目は、まだ閲覧者の調べものの参照としては役立たない、漫画家・漫画原作者に関連した書きかけの項目です。この項目を加筆・訂正などしてくださる協力者を求めています（P:漫画/PJ:漫画家）。 |